# 毕福剑
毕福剑（1959年1月16日—），辽宁金州人，原中国中央电视台摄影师、记者、主持人、导演、制片人，中国共产党党员。毕福剑是第一位到达北极的中国记者。毕福剑憨厚而幽默的主持风格广受民众好评，其主持的节目《星光大道》因亲民、包容性强，一度成为央视重量级的娱乐节目。2015年因被曝出“酒桌唱戏事件”，毕福剑从央视离职。

## 经历
1959年1月16日，毕福剑出生在辽宁省大连市金州区，家中七个小孩中排行第六。早年在大连市中山区枫林小学、金州区大孤山公社王家小学、金州区第十二中学和大连市第二中学接受教育。
1976年到1978年，毕福剑于辽宁省大连市普兰店市太平街道唐房青年点插队落户。1978年到1985年参军入伍，在北海舰队中国国家海洋局第一调查船大队服役，曾任放映组长、俱乐部主任、青年干事、团委书记。1984年参与中国首次在南极洲建设科考站的航海远征。
1985年考入北京广播学院（现中国传媒大学），主修电视导演专业。1989年6月任中央电视台文艺部导演。1994年，毕福剑在电视连续剧《三国演义》的拍摄中任主摄像师；1995年与中国首次远征北极点科学考察队一同去北极考察。1997年，毕福剑创办《梦想剧场》节目，担任制片人兼节目主持人。2004年，毕福剑担任《星光大道》主持人及节目制片人。2009年央视春晚与赵本山合作表演小品《不差钱》后，“毕姥爷”的称呼因此流行。
2011年10月，受聘为山东大学文学与新闻传播学院学院客座教授。2013年曾被央视评为“最受观众欢迎的主持人”。他在中央电视台综艺频道（CCTV-3）主持的节目有《梦想剧场》、《星光大道》和《七天乐》系列。曾与撒贝宁、经纬出演搞笑视频《上海滩儿》。2014年2月获得2013年度中国金话筒奖（电视播音员主持人奖）。2012年至2015年，毕福剑是中国中央电视台春节联欢晚会主持人之一。
2015年4月6日，毕福剑因“酒桌唱戏事件”离开中国中央电视台。此后在大众视野中消失。2020年，毕福剑微博恢复更新。

## 主持節目
- 《梦想剧场》
- 《快乐驿站》
- 《星光大道》

## 爭議

### 辱佛事件
在2014年1月18日星光大道年度总决赛中，毕福剑扮演的法海禅师身披袈裟，头戴五佛冠，身挂苹果“念珠”，手持烟斗“禅杖”，举止滑稽地演唱《法海你不懂爱》，並与选手进行互动。此举引发佛教僧人明贤法师在博客上撰文声讨，認為此舉有损禅宗领袖法海禅师的尊严。

### 「玖球天」題字
2013年，毕福剑在給中國台球選手潘晓婷題字時，將「九球天后」写作「玖球天後」（中國大陸將「後」簡化作「后」），於2014年末在網路上引發针对其傳統文化素養及對漢字簡化的討論。

### 酒桌唱戏事件
2015年4月6日，一新浪微博用户上传了一段毕福剑饭桌上的唱段，视频中毕福剑唱着《智取威虎山》中《我们是工农子弟兵》的选段，唱一句点评一句，其中说道：“可别提那个老婢养（胶辽官话粗口），可把我们害苦了”、“地主招你惹你了”等多句被认为是批评毛泽东的話语，引发热议。微博实名认证的中国播音主持网发微博@毕福剑称“主持人当慎言慎行”。《环球时报》评论称其言论为“名人私下有争议的言论”。视频的發布也引发了有關公开私人场合言论是否侵犯个人隐私的争论。也有消息表示有知情者称“当天的实际情况是，毕姥爷一人分饰两角”，“中间有段对白，是两个人的，唱的时候是代表正面人物，说话的是反面人物”，“那扮演土匪就要按照土匪的语气，该怎么说”，并称有人对毕福剑所唱内容断章取义。
4月8日中午，《华西都市报》从央视一员工得到消息：“因著名主持人毕福剑的视频风波，严重影响了中央电视台的公众形象，央视高层决定：严厉治理工作作风，从2015年4月8日零点开始到4月12日零点止，毕福剑在央视主持的所有节目暂时停播4天”。同日晚，央视网新闻中心微博发声明，称“毕福剑作为央视主持人，在此次网络视频中的言论造成了严重社会影响，我们认真调查并依据有关规定作出严肃处理。”另外，全国红军小学建设工程理事会也发表了声明，撤销毕福剑“全国红军小学爱心大使”称号。
4月9日，中國美術家協會官网上发布声明，针对协会主席刘大为在现场为毕福剑喝彩鼓掌的说法，指刘大为与毕福剑素不相识，并未参加过毕福剑的任何饭局。9日晚间，毕福剑在微博公开致歉。这引发了中国大陆网民之间对于言论自由边界的新一轮激烈争议，并且引发了大量社会讨论。
4月10日，毕福剑被中央电视台內部停职调查，在央視官网上有關毕的信息遭删走，其亦被限制出境。同日，由中紀委主管的《中国纪检监察报》发表社评《党员毕福剑必须讲规矩》。文章中称“进了党的门就是党的人”、“任何场合都不能将自己的言行凌驾于党的纪律之上，必须遵守党的规矩”。
4月14日，据媒体报道，朱军将接替毕福剑主持《星光大道》，但起初央视官方并没有确认此事。从4月11日至5月2日，原定于每周六晚间播出的《星光大道》暂停播出，改以电视剧《王大花的革命生涯》替代（其中5月2日播出劳动节特别节目），直至5月9日，改由朱军和尼格买提联袂主持的《星光大道》恢复播出。据媒体报道，毕福剑可能已从央视离职。
8月9日，《中國紀檢監察報》在頭版頭條發表文章《做政治上的「明白人」——中直机关严明党的政治纪律政治规矩综述》，其中再次提及畢福劍酒桌事件。文章稱，國家新聞出版廣電總局對事件「高度重視，认为这不是一般的违纪问题，而是严重违反政治纪律的行为，责成中央电视台机关纪委依据有关规定严肃处理，并在全局开展警示教育」。

#### 出席晚宴宾客身份争议
从网络上曝光的视频和照片中发现有数名外国人出席晚宴，引发网民猜测外宾身份。称坐在毕福剑旁边的还有乌克兰驻华使馆二等秘书舍甫琴科·列娜，但乌大使馆发表微博否认列娜在场，网民后来也分析发现视频和照片中的外国人并非以上几人。
根据报道，晚宴由毕福剑的外事助理、白俄罗斯文化联盟中方首席代表刘瀚锴组织，参加宴会的主要是白俄罗斯人，其中包括白俄罗斯文化联盟副主席伊戈尔·巴巴克、白俄罗斯国立大学教师紫萱、《星光大道》2010年度总决赛第六名的乌克兰选手吉米、画家史国良。这次晚宴的时间很可能是在2015年4月2日晚上，地点在北京美泉宫饭店。
对此，4月10日，乌克兰驻华大使馆官方微博“乌克兰信使”发布公告，澄清乌克兰大使馆没有参与任何“反华”行为。4月15日，美国国务院发表声明，就美國駐華大使館官員涉及畢福劍事件進行了反駁。

## 个人生活
毕福剑于1991年结婚，2004年与妻子离婚，期间育有一女毕凌，母女俩现移居加拿大。毕福剑喜欢书法，画漫画，还成立了“新星光书画院”。